# Данилин, Сергей Владимирович
Серге́й Влади́мирович Дани́лин (1 января 1960, Москва — 4 октября 2021) — советский и российский саночник, участник 5 подряд зимних Олимпиад (1980—1994), серебряный призёр Олимпийских игр 1984 года, чемпион мира и Европы, заслуженный мастер спорта СССР (1981).
Был женат на бывшей саночнице Надежде Данилиной (Шмитовой), участнице Олимпийских игр 1988 и 1992 годов.

## Достижения
- Серебряный призёр XIV зимних Олимпийских игр 1984 года на одноместных санях.
- Чемпион мира 1981 года на одноместных санях
- Вице-чемпион мира 1983 года на одноместных санях
- Трёхкратный бронзовый призёр чемпионатов мира (1987 — одиночки, 1989 и 1990 — смешанная команда)
- Чемпион Европы 1986 года
- Вице-чемпион Европы 1982 года